# Macaulayova závorka
Macaulayova závorka představuje zjednodušený způsob zápisu nespojité funkce definované předpisem
{\displaystyle \left\{f(x)\right\}_{a}=\left\{{\begin{matrix}0&{\mbox{ pro }}x<a\\f(x)&{\mbox{ pro }}x\geq a\end{matrix}}\right.}
kde a je reálné číslo a {\displaystyle f(x)} je libovolná funkce reálné proměnné x. V současnosti se obvykle používá forma zápisu s lomenými závorkami {\displaystyle \langle f(x)\rangle _{a}}. Pokud a = 0, pak se zpravidla používá zkrácená forma zápisu ve tvaru {\displaystyle \langle f(x)\rangle }.
Macaulayova závorka je pojmenována podle britského matematika a fyzika Williama Herricka Macaulayho, který ji použil pro zjednodušení analytického řešení průhybu nosníku s nespojitým zatížením.